# Список послов США в Сомали
Правительство Соединённых Штатов признало Сомали в 1960 году, после чего между двумя странами установились дипломатические отношения. Американское посольство в столице Сомали, городе Могадишо, было открыто 1 июля 1960 года во главе с Эндрю Линчем в качестве временного поверенного в делах. 
После краха режима Сиада Барре и начала гражданской войны в 1991 году посольство США в Могадишо закрылось. Однако американское правительство не разрывало дипломатические отношения с Сомали. Соединённые Штаты продолжили поддерживать диалог с восстановленным центральным правительством Сомали через специального посланника, базирующегося в посольстве США в Кении, прежде чем вновь открыть свою миссию в Сомали в 2013 году. 
В статье представлен список послов США в Сомали.

## Список послов
| Фото                             | Посол                 | Срок полномочий                    | Комментарии                  |
| -------------------------------- | --------------------- | ---------------------------------- | ---------------------------- |
|                                  | Эндрю Грин Линч       | 1 июля 1960 — 7 мая 1962           |                              |
|                                  | Хорас Торберт         | 17 февраля 1962 — 29 августа 1965  |                              |
|                                  | Рэймонд Тёрстон       | 1 сентября 1965 — 15 декабря 1968  |                              |
|                                  | Фред Хадсел           | 13 мая 1969 — 18 июля 1971         |                              |
|                                  | Мэттью Лурам-младший  | 15 февраля 1972 — 5 июля 1973      |                              |
|                                  | Роджер Кирк           | 20 сентября 1973 — 20 февраля 1975 |                              |
|                                  | Джон Лофран           | 8 мая 1975 — 5 ноября 1978         |                              |
|                                  | Дональд Петтерсон     | 8 декабря 1978 — 30 декабря 1982   |                              |
|                                  | Роберт Окли           | 26 января 1983 — 12 августа 1984   |                              |
|                                  | Питер Бриджес         | 14 ноября 1984 — 14 мая 1986       |                              |
|                                  | Трастен Фрэнк Криглер | 3 июня 1987 — 1 апреля 1990        |                              |
|                                  | Джеймс Бишоп          | 27 июня 1990 — 5 января 1991       |                              |
| Должность вакантна 1991–2016 гг. |                       |                                    |                              |
|                                  | Стивен Шварц          | 27 июня 2016 — 6 октября 2017      |                              |
|                                  | Мартин Дейл           | 6 октября 2017 — 13 ноября 2018    | Временный поверенный в делах |
|                                  | Дональд Ямамото       | 13 ноября 2018 — июль 2021         |                              |
|                                  | Коллин Кренвельж      | июль 2021 — 24 января 2022         | Временный поверенный в делах |
|                                  | Ларри Андре-младший   | 24 января 2022 — 30 мая 2023       |                              |
|                                  | Тимоти Тренкл         | 30 мая 2023 — 24 июля 2023         | Временный поверенный в делах |
|                                  | Шейн Диксон           | 24 июля 2023 — 17 июня 2024        | Временный поверенный в делах |
|                                  | Ричард Райли IV       | 8 мая 2024 — н. в.                 |                              |